# Кондор (летательный аппарат)
«Кондор» — белорусский беспилотный летательный аппарат, разработанный ОАО «Авиаремонтный завод 558» для отработки и ведения операций в сфере РЭБ.

## История
Впервые широкой публике дрон представлен на международной авиакосмической и военно-морской выставке «LIMA 2017» в Малайзии.

## Характеристики
Размах крыла беспилотника — шесть метров, длина — четыре метра. Крейсерская скорость полета на высоте 2,4 км — 110 км/ч. Аппарат может находиться в воздухе до трёх часов.

## Вариации
- Кондор-1 (также Кондор-Т[3]) предназначен для тренировки боевых расчетов ПВО. Оснащён аппаратурой «Вега-Т», которая позволяет имитировать крылатую ракету, истребитель, бомбардировщик и воздушный командный пункт. В составе находится блок обработки сигналов, блок DRFM, усилитель мощности, передающая и приёмные антенны[4].
- Кондор-2 (также Кондор-Р[3]) предназначен для вычисления координатов расположения ЗРК на местности и его технических характеристик. Оснащён аппаратурой «Вега-Р», которая позволяет имитировать объекты типа истребитель и бомбардировщик. Состав такой же, что и у изделия «1»[4].

## Эксплуатанты
- Беларусь
  -  Вооружённые силы[3]